# Lucyring
De Lucy-ring was tijdens de Tweede Wereldoorlog een geheime anti-Duitse spionageoperatie geleid door de Duitse antinazi Rudolf Roessler. In de jaren '50 maakte Roessler enigszins obscure feiten bekend in gesprekken met journalisten. Volgens deze bekendmakingen had hij verscheidene (een klein aantal, misschien tot 10) antinazivrienden in Duitsland toen hij vluchtte naar Zwitserland in de vroege jaren '30.  Onder hen waren verscheidene Duitse militairen, die hoge militaire posities bereikten tijdens de Tweede Wereldoorlog. Op de een of andere manier - en dit is een van de obscure delen van zijn verhaal - gaven zij informatie aan hem welke hij doorgaf aan de Sovjets in Moskou, gebruikmakend van grote Duitse militaire zenders. De implicatie van Roesslers bekendmaking behelst spionage welke nooit door de Duitsers werd opgemerkt en betrof verborgen berichten, meegezonden in door Duitsers verzonden berichten. Sommige mensen achten dit technisch vrijwel onmogelijk hoewel er mogelijk gebruik is gemaakt van een basale vorm van steganografie. Wat ook de daadwerkelijke methode is, de verstrekte informatie was frequent, nauwkeurig en geschikt voor de Sovjets.
Roessler slaagde erin om contact te leggen met de Sovjets via de Russische spion Alexander Rado in Zwitserland en gebruikte zijn organisatie om informatie aan Moskou te leveren. Roessler stelde en kreeg ongebruikelijke voorwaarden om voor Rado te werken. Zo werd hij nooit gedwongen om zijn bronnen te onthullen en deden de Sovjets geen poging om de bronnen te ontdekken. De Sovjets waren aanvankelijk wantrouwig over de informatie, maar door de kwaliteit van de informatie baseerden ze zich op de informatie.
De Zwitsers spoorden de zenders op en ontmantelden de Lucyring vóór het eind van de Tweede Wereldoorlog. Alexander Foote, auteur van het controversiële Handboek voor Spionnen, was één de radio-operators van Rado (en van Roessler) en een van de gearresteerden.
Een extra controversieel aspect van het Lucyring-verhaal is het gerucht dat de Lucyring van origine een Britse geheime operatie was om de door de Britten gedecodeerde Duitse informatie aan de Sovjets te leveren, zonder dat de Britse afkomst herkenbaar was. Stalin had namelijk aanzienlijke verdenkingen over elke informatie van de Amerikanen of de Britten over Duitse plannen om Rusland in 1941 binnen te vallen. Dit wetend probeerden de geallieerden om een manier te vinden om Ultrainformatie aan de Sovjets te leveren zonder dat deze op voorhand werd verworpen als onbetrouwbaar. Dat de Sovjets, via hun eigen spionageverrichtingen, op de hoogte waren dat de Britten de Duitse codes hadden gekraakt, was de Britten niet bekend.
Diverse observaties stellen daarnaast dan ook dat Alexander Foote meer was dan slechts een radio-operator: hij was bij machte om als radio-operator te handelen tussen SIS en Roessler, en ook tussen Roessler en Moskou; zijn terugkeer naar het Westen in de jaren 50 was om verschillende redenen ongebruikelijk; zijn Handboek voor spionnen maakt zijn status als slechts een tussenpersoon controversieel; niet een van de „bronnen“ van Roessler in Duitsland is ooit geïdentificeerd.
Vandaar dat de verdenking is ontstaan dat, zoals voor meer spionageverrichtingen, de Lucyring niet was wat het leek te zijn.